# Relocation Service
Mit Relocation Service oder Relocator (englisch relocate ‚umziehen‘) wird ein Dienstleistungsangebot bezeichnet, das sich hauptsächlich an Personen richtet, die aus beruflichen oder privaten Gründen ihr Heimatland für bestimmte oder unbestimmte Dauer verlassen und ins Ausland umziehen, und an Firmen, die Fachkräfte aus dem Ausland suchen. Dabei unterstützen Relocation-Dienstleister diese Personen und ihre Familien und deren Arbeitgeber bei der Beschaffung von Visum, Aufenthaltstitel und Arbeitserlaubnis und darüber hinaus im gesamten Prozess des Umzuges. Inzwischen findet der Begriff auch Anwendung bei inländischen Umzügen. Umzugsunternehmen, die Relocation Service anbieten, werden Relocation-Agentur genannt.

## Umfang und Ziele
Ziel der – meist von den Arbeitgebern bezahlten – Dienstleistung ist es, dem neuen Mitarbeiter den Berufsstart am neuen Arbeitsplatz in einem fremden Land möglichst einfach zu gestalten. Neben der Übernahme administrativer Tätigkeiten kommt in diesem Zusammenhang auch der schnellen Integration der Familie in das neue soziale Umfeld eine besondere Bedeutung zu, da sich dadurch die Quote erfolgreicher Auslandseinsätze steigern lässt.
Der Umfang der in diesem Zusammenhang erbrachten Dienstleistungen reicht von der Beratung und Vorbereitung in kulturellen und sprachlichen Fragen im Vorfeld des Umzuges über die Unterstützung bei der Beschaffung von Wohnraum, die Abwicklung von mit dem Umzug zusammenhängenden Formalitäten im Gastland, Organisation von Sprachkursen, der Auswahl geeigneter Schulen für die Kinder bis hin zu Maßnahmen zum Wiederaufbau eines geeigneten sozialen Umfeldes am neuen Wohnort. Zudem werden von Relocation-Dienstleistern administrative Erledigungen, wie etwa die An- bzw. Abmeldung von TV, Radio, Internet, Telefon, Strom, Gas und Heizung, die Unterstützung bei der Suche von Handwerkern, z. B. für Reparaturen, Malerarbeiten, Bankkonten, die Umzugskoordination (allgemein), die Endreinigung der Wohnung sowie die Unterstützung bei der Suche eines Relocation-Partners am neuen Zielort durchgeführt. Unternehmen, die entsprechend registriert sind und die erforderliche gewerberechtliche Zulassung nach § 34d GewO haben, können zudem Versicherungen vermitteln.
In Deutschland ist für die Beratung zur Auswanderung das Auswandererschutzgesetz zu beachten. Zudem dürfen Relocation-Dienstleister aufgrund des Rechtsdienstleistungsgesetzes keine Rechtsberatung wie zum Beispiel die Vertretung im Verfahren zur Beantragung von Aufenthaltstiteln,  die Erstellung von arbeitsrechtlichen Entsenderichtlinien oder die Verhandlung von Mietverträgen leisten. Auch in den USA ist die ausländerrechtliche Beratung ausschließlich lizenzierten Rechtsanwälten vorbehalten; Übertretungen werden u. a. als Unauthorized Practice of Law geahndet. In anderen Ländern wie z. B. in Österreich und der Schweiz besteht keine mit dem Rechtsdienstleistungsgesetz vergleichbare Einschränkung.
Vorteile von Relocation-Firmen sind unter anderem die Diskretion spezifischer Wünsche der Expats gegenüber der internen Personalabteilung, flexible Kostenblöcke je nach Bedarf und die hohe Professionalisierung. Nachteilig ist, dass der Berufsstand insgesamt unreguliert ist, es keinen anerkannten Ausbildungsberuf in dem Bereich gibt, und die Qualität der Leistungen daher stark variiert.

## Verbreitung
Der Relocation Service ist eine in Europa relativ junge Dienstleistung. Ihren Ursprung hat die Dienstleistung in den USA, wo eine besonders hohe Mobilität und Serviceorientiertheit den Markt für diese Dienstleistung geschaffen hat.

### Deutschland
Im Zuge der Globalisierung der Wirtschaft stieg die Anzahl der zwischen verschiedenen Ländern entsandten Mitarbeitern, womit dieses Dienstleistungsangebot auch in Deutschland stark wuchs. Vor allem die großen, international tätigen Unternehmen in Deutschland bieten ihren internationalen Führungskräften, sog. Expatriates, Relocation Service als Teil ihrer vertraglichen Vergütung im Zusammenhang mit einer Tätigkeit in Deutschland oder in ihren Auslandsniederlassungen an. Auch innovative Mittelständler nehmen diese Dienstleistung in Anspruch, wenn sie internationale Mitarbeiter beschäftigen und nicht über entsprechendes Know-how und ausreichende Kapazitäten in ihren Personalabteilungen verfügen.
In Deutschland sind Relocation Services vor allem in großen Städten und Wirtschaftszentren angesiedelt. Während sich kleinere Relocation-Dienstleister mit Dienstleistungspaketen auf besonders anspruchsvolle Top-Führungskräfte spezialisierten, haben große, mittlerweile auch bundesweit tätige Relocation Services oft Rahmenverträge mit internationalen Konzernen, und bieten eine standardisierte Betreuung für Mitarbeiter der mittleren Führungsebene.

### Schweiz
Auch in der Schweiz sind Relocation Services noch jung. Die meisten Firmen arbeiten lokal mit speziellen Kenntnissen der einzelnen Städte. Auf der Kundenseite stehen hauptsächlich Banken, Versicherungen und Consulting-Firmen, die den Mehrwert erkannt haben. Noch wenig Gebrauch vom Angebot machen hingegen Industriekonzerne, die eigentlich die meisten Expats in der Schweiz betreuen.